# Katherine Parkinson
Katherine Jane Parkinson (Hounslow, 9 marzo 1978) è un'attrice e comica britannica.
È nota per aver recitato la parte di Jen Barber nella serie The IT Crowd.

## Biografia
Dopo aver studiato all'Università di Oxford lingue classiche, frequenta la London Academy of Music and Dramatic Art dove incontra l'attore Chris O'Dowd, con il quale lavorerà.
Nel 2009, dopo 2 anni di fidanzamento, ha sposato l'attore Harry Peacock dal quale ha avuto due figli: Dora (2013) e Gwendolyn (2014).

## Filmografia parziale

### Cinema
- Un matrimonio all'inglese (Easy Virtue), regia di Stephan Elliott (2008)
- I Love Radio Rock (The Boat That Rocked), regia di Richard Curtis (2009)
- St.Trinian's 2 - La leggenda del tesoro segreto, regia di Oliver Parker e Barnaby Thompson (2009)
- Il club del libro e della torta di bucce di patata di Guernsey (The Guernsey Literary and Potato Peel Pie Society), regia di Mike Newell (2018)
- Radioactive, regia di Marjane Satrapi (2019)
- The Nan Movie, regia di Josie Rourke (2022)

### Televisione
- Casualty – serie TV, episodio 19x41 (2005)
- Extras – serie TV, episodio 1x02 (2005)
- Doc Martin - serie TV, 24 episodi (2005-2009)
- Psychoville – serie TV, episodio 2x05 (2011)
- Sherlock – serie TV, episodio 2x03 (2012)
- IT Crowd (The IT Crowd) – serie TV, 25 episodi (2006-2013)
- The Honourable Woman – miniserie TV, 8 puntate (2014)
- In the Club – serie TV, 12 episodi (2014-2016)
- Inside No. 9 – serie TV, 2 episodi (2014-2024)
- Humans – serie TV, 24 episodi (2015-2018)
- Defending the Guilty – serie TV, 7 episodi (2018-2019)
- Here We Go – serie TV, 14 episodi (2020-2024)
- Hitmen – serie TV, 5 episodi (2021)
- Spreadsheet – serie TV, 8 episodi (2021)
- Significant Other – serie TV, 6 episodi (2023)
- Rivals – serie TV, 8 episodi (2024)

## Doppiatrici italiane
Nelle versioni in italiano nelle opere in cui ha recitato, Katherine Parkinson è stata doppiata da:
- Stella Musy in IT Crowd (2ª voce), The Honourable Woman
- Barbara De Bortoli in Sherlock, Humans
- Laura Latini in IT Crowd (1ª voce)
- Paola Valentini in Doc Martin
- Ilaria Giorgino in I Love Radio Rock
- Alida Milana in Un matrimonio all'inglese
- Tiziana Avarista ne Il club del libro e della torta di bucce di patata di Guernsey
- Emanuela Damasio in Radioactive
- Myriam Catania in Rivals